# رسول بخش زنگشاهی
رسول بخش زنگشاهی (زادهٔ ۱۳۲۰ در آشار مهرستان – درگذشتهٔ ۲ مرداد ۱۳۹۹) نوازندهٔ قیچک و هنرمندِ موسیقی بلوچی بلوچستان، اهل ایران بود.

## زندگی هنری
بخشوک زنگشاهی، معروف به «پهلوان رسول بخش زنگشاهی» در سال ۱۳۲۰ در بخش آشار از توابع شهرستان مهرستانِ استان سیستان و بلوچستان متولد شد.
از سن ۱۴ سالگی فراگیری ساز قیچک (سرود) را نزد پدرش «پهلوان دلوش» آغاز کرد، پس از آن مدت‌ها از آموزش‌های «در‌محمد» بهره برد و بیش از ۶۱ سال به نوازندگی و آموزش  موسیقی بلوچی در بلوچستان پرداخت. او سال‌ها با «پهلوان بلند زنگشاهی» به اجرای برنامه پرداخت و با نوازندگان دیگری نظیر: «ملا‌غلام قادر رحمانی»، «ملا جان‌محمد»، «شهداد نصرت» و «ملا کمال‌خان» نیز همکاری کرد.
از میان ۲۲ فرزندِ وی، ۲ پسرش «ندیم» و «سهیل» در حیطهٔ نوازندگی فعالیت می‌کنند. رسول بخش زنگشاهی در کشورهایی نظیر: فرانسه، سوئد، بلژیک، آلمان، سوئیس، ایتالیا، پرتغال، کویت و امارات متحده عربی کنسرت‌هایی را برگزار کرد. در سال ۱۳۸۲ مدرک دکتری افتخاری نواختن ساز و قیچک را از کشور انگلستان کسب کرد او همچنین از دانشگاه پاریس دکترای افتخاری دریافت نمود. او دارای مدرک درجهٔ یک هنری از شورای ارزشیابی وزارت ارشاد بود.
وی در هشتمین جشنوارهٔ موسیقی نواحی ایران مورد تقدیر قرار گرفت و تندیس جشنواره را دریافت نمود. او همچنین در سی و دومین جشنوارهٔ موسیقی فجر، به عنوان «چهرهٔ برتر قیچک ایران» مورد تجلیل قرار گرفت.

## بیماری
رسول بخش زنگشاهی مدت‌ها به بیماری دیابت مبتلا بود و همین امر باعث قطع شدن یکی از پاهایش شد. به دنبال عارضهٔ سکتهٔ مغزی وی، در سال ۱۳۹۷ و به دلیل نداشتن بیمهٔ درمانی، «کمپین مردمی حمایت مالی از پهلوان رسول بخش زنگشاهی» ایجاد شد. در اردیبهشت ۱۳۹۹ اعلام شد که ستاره اسکندری هزینه‌های درمان وی را تقبل کرده‌است.

## درگذشت
رسول بخش زنگشاهی، در ۲ مرداد ۱۳۹۹، پس از چند سال تحمل بیماری دیابت و عوارض سکتهٔ مغزی، درگذشت.